# Volvo Car
Volvo Car was een Zweeds/Nederlands bedrijf dat ontstond in 1975 toen Volvo Car Corporation haar aandeel in de Nederlandse autofabrikant DAF uitbreidde van 33% naar 75%.
De autofabriek van DAF in Born was in 1967 van start gegaan en men produceerde daar de DAF 33, de DAF 44, de DAF 55 en de DAF 66. De fabriek bood voornamelijk werk aan ex-mijnwerkers die na het sluiten van de kolenmijnen waren omgeschoold. In 1972 verwierf Volvo een aanzienlijk belang in DAF, en in 1975 een meerderheidsbelang. Een jaar later werden de resterende aandelen overgenomen. 
Er werd samenwerking gezocht met Renault, die de motoren leverde voor de nieuwe Volvo 343 serie, en in de jaren tachtig werden jaarlijks meer dan 100.000 exemplaren van de Volvo 340, Volvo 345 en 360 geproduceerd. Ook de opvolgende series Volvo 480, 440 en 460 werden door Volvo Car B.V. geproduceerd.
In 1992 werd een samenwerkingsverband gesloten met Mitsubishi Motors Corporation, waarna het bedrijf werd omgedoopt naar NedCar.